# Кёниг, Лэрд
Лэрд Кёниг или Лэйрд Кёниг (англ. Laird Koenig, 24 сентября 1927, Сиэтл, штат Вашингтон — 30 июня 2023) — американский писатель и сценарист.

## Биография
Наиболее известен как автор романа «Девочка, что живёт в конце улицы» (1974), поставленной по нему пьесе и сценария к одноимённому фильму (1976). Также является автором сценариев к фильмам «Красное солнце», «Кровные узы», «Ночи в Теннесси».

## Фильмография
- 1966 — The Cat
- 1964—1967 — Флиппер (телесериал) 7 эпизодов
- 1970 — Высокий кустарник / The High Chaparral (телесериал) 1 эпизод
- 1971 — Красное солнце
- 1976 — Девочка, что живёт в конце улицы (роман и сценарий) (номинация на премию «Сатурн» за лучший сценарий)
- 1978 — Осторожно, смотрят дети / Attention, les enfants regardent (роман)
- 1979 — Кровные узы
- 1981 — Инчхон (антипремия «Золотая малина» за худший сценарий)
- 1982 — Killing 'em Softly (роман)
- 1986 — Rockabye (TV Movie) (роман и сценарий)
- 1987 — Stillwatch (TV Movie)
- 1989 — The Fulfillment of Mary Gray (TV Movie)
- 1989 — Ночи в Теннесси / Tennessee Nights
- 1992 — Как настоящие леди справляются с трудностями / Lady Against the Odds (TV Movie)